# The Eagle Has Landed
The Eagle Has Landed (conocida también con los títulos Ha llegado el águila, en España, y Atacan las águilas, en Venezuela) fue la última película dirigida por John Sturges, en 1976. Pertenece al cine bélico.

## Argumento
Durante la Segunda Guerra Mundial, el coronel Radl (Robert Duvall) de la inteligencia alemana (Abwehr) recibe el encargo no muy entusiasta de su superior, el almirante Canaris, de crear un memorándum sobre la posibilidad de secuestrar a Winston Churchill. La idea original es de Hitler que pretende así cambiar el rumbo de la guerra, aunque Canaris tiene la sospecha de que Hitler se olvidará pronto debido a que el dictador alemán está perdiendo el juicio. Radl con su ayudante investiga las posibilidades y llega a la conclusión de que el plan es factible cuando Churchill está de vacaciones en un pequeño pueblo costero inglés, cosa que ocurrirá en unas pocas semanas. Sin que Radl lo sepa, el plan llega también a la mesa de Himmler (Donald Pleasence) que ordena su puesta en práctica y le avisa que si fracasa él lo pagará con su vida frente a un pelotón de ejecución. Para localizar a los hombres que lleven a cabo el secuestro Radl contacta con un grupo de comandos de paracaidistas germanos, dirigidos por el coronel Steiner (Michael Caine), que se hallan en un batallón de castigo por oponerse al asesinato de una muchacha judía de manos de un escuadrón de las SS en el frente Oriental. Los soldados aceptan el plan ya que tiene grandes posibilidades de éxito y les permitirá recuperar sus carreras como miembros de un comando. Para desarrollarlo, los alemanes cuentan en el pueblo con un ex terrorista expulsado del IRA llamado Liam Devlin (Donald Sutherland) que se hace pasar por el guarda de las marismas y una aparentemente pacífica señora llamada Joanna Grey (Jean Marsh) pero que en realidad es una espía para los alemanes.
El grupo de paracaidistas se disfrazan de soldados paracaidistas polacos en el exilio y usan un avión C-47 Dakota capturado para transportarse por aire. Los mismos paracaidistas solicitan usar bajo el uniforme polaco su propio uniforme, para que en caso de fracasar puedan morir luchando como soldados alemanes y no como espías. La primera fase del plan se ejecuta perfectamente al hacerse pasar convincentemente por soldados polacos de maniobras captando la curiosidad de los lugareños y la simpatía del párroco del pueblo. Todo sigue marchando bien en espera de la comitiva con Churchill cuando una niña que observa las maniobras cae al agua cerca de un molino y uno de los supuestos soldados polacos se arroja al agua para salvarla. La niña logra ser rescatada gracias al acto heroico del soldado, pero este se enreda en las aspas falleciendo y desvelando la farsa al quedar expuesto el uniforme del ejército alemán.
El coronel Steiner no tiene otra opción que tomar como rehenes a los pobladores y encerrarlos en la iglesia. Sin embargo, una joven que ha visto todo va en busca de una unidad americana estacionada cerca para alertarles, pero es interceptada por la señora Grey que le dispara con la intención de asesinarla. No obstante, la joven herida a duras penas logra llegar hasta el cuartel del regimiento aliado que da la alarma.
Un inexperto e incompetente coronel Pitts (Larry Hagman) se hace cargo de la operación sin informar a su alto mando, lo que conduce a sus hombres a la tragedia al intentar rendir a los experimentados soldados alemanes. Pitts frustrado por los sucesivos fracasos lidera un asalto que fracasa frente a los hombres de Steiner y fallece en el ataque. Con su muerte el mando pasa al bastante más competente capitán Clark (Treat Williams) que es capaz de coordinar un efectivo ataque con sus bisoñas tropas contra los curtidos comandos alemanes. Estos últimos, viéndose atrapados deciden permanecer en la iglesia hasta el último hombre para que Steiner tenga tiempo para escapar por un pasaje secreto, revelado por Devlin acudiendo en su ayuda, y cumpla con su misión de secuestrar o asesinar a Churchill. Steiner desprovisto ya del disfraz de uniforme aliado, llega hasta la residencia del primer ministro británico y logra dispararle antes de morir acribillado por el servicio de protección. Steiner ya fallecido no llegará a saber que el hombre que ha matado no es Winston Churchill sino un doble del primer ministro británico, que secretamente viajaba a la conferencia de Teherán para discutirse el reparto de Europa entre los aliados tras la guerra, una vez se aseguren la derrota incondicional de Alemania.

## Elenco
- Michael Caine como el Coronel Kurt Steiner
- Donald Sutherland como Liam Devlin
- Robert Duvall como el Coronel Radl
- Jenny Agutter como Molly Prior
- Donald Pleasence como el Reichsführer Heinrich Himmler
- Anthony Quayle como el Almirante Wilhelm Canaris
- Jean Marsh como Joanna Grey
- Sven-Bertil Taube como el Capitán von Neustadt
- John Standing como el padre Verecker
- Judy Geeson como Pamela
- Treat Williams como el Capitán Clark
- Larry Hagman como el Coronel Pitts
- Siegfried Rauch como el Sargento 1.º Brandt